# 75 Eurydike
Eurydike /jʊˈrɪdɪkiː/ (định danh hành tinh vi hình: 75 Eurydike) là một tiểu hành tinh ở vành đai chính. Nó thuộc kiểu quang phổ M, có suất phản chiếu (cường độ phản chiếu ánh sáng) tương đối cao và giàu kền-sắt. Eurydike được C. H. F. Peters phát hiện ngày 22 tháng 9 năm 1862, và được đặt theo tên Eurydice, vợ của Orpheus. Đây là tiểu hành tinh thứ hai trong số nhiều tiểu hành tinh do ông phát hiện. Tiểu hành tinh này quay quanh Mặt trời với chu kỳ 4,37 năm và hoàn thành một vòng quay quanh trục của nó sau mỗi 5,4 giờ.